# ザポリージャの戦い
ザポリージャの戦い（ザポリージャのたたかい）は、2022年2月27日、 2022年のロシアによるウクライナ侵攻におけるウクライナ南部攻勢の一環として始まった戦いである。ザポリージャは、中央ウクライナのドニプロ川沿いの主要都市である。

## 戦闘経過
2月26日、ロシア軍の第22軍団はクリミア半島から北進し、ザポリージャ原子力発電所に接近し始めた。
2月27日、ザポリージャ郊外の南部で戦闘が報告されたが、死傷者は報告されていない。ロシア軍はその夜遅くにザポリージャを砲撃し始めた。ザポリージャの南にある都市、ヴァシリウカでも戦闘が報告された。
2月28日、ロシア国防省は、近隣に原子力発電所があるエネルホダルの占領を発表した。しかし、エネルホダルのデミトロ・オルロウ市長は、ウクライナ軍が都市の陥落を否定した。
2022年3月3日、ロシア軍は発電所を制圧しようとした。オルロウ市長は後にTelegramで、原子力発電所にある建物のいくつかがロシア軍による砲撃のために燃えていると発表した。6つある原子炉の訓練棟で火災が発生したと報告されている。原子炉は改修中で稼働していないが、核燃料を含んでいる。当初の報告によると、この間、放射線レベルは正常であり、火災は重要な機器に損傷を与えず、職員はさらなる損傷を防ぐための措置を講じた。米国のエネルギー関係者は、原子炉は安全に停止されていると述べた。ウクライナのドミトロ・クレーバ外相は、発電所が爆発した場合、チェルノブイリ事故の10倍の規模になる可能性があると警告した。激しい戦闘の後、ロシア軍は放射線レベルに変化がないことを確認し、発電所を占領した。